# رازمیک ادیلیان
رازمیک آرشاکی ادیلیان (ارمنی: Ռազմիկ Արշակի Էդիլյան؛  زادهٔ ۲۰ ژوئن ۱۹۱۶ - درگذشته ۲۰ ژانویهٔ ۱۹۹۳) یک دانشمند علوم خاک اهل ارمنستان بود.

## زندگی‌نامه
در ۲۰ ژوئن ۱۹۱۶ در ایجوان به دنیا آمد و از دانشگاه ملی علوم کشاورزی ارمنستان (۱۹۳۹) فارغ‌التحصیل شد.   وی همچنین برنده دانشمند شایسته ارمنستان شوروی (۱۹۹۰) شده است. وی در ۲۰ ژانویهٔ ۱۹۹۳ در سن ۷۶ سالگی در ایروان درگذشت و در آرامستان مرکزی ایروان (توخماخ) به خاک سپرده شد.

## یادداشت
1. ↑  գյուղատնտեսական գիտությունների դոկտոր